# Медков, Василий Васильевич
Василий Васильевич Медков (2 апреля 1890, Москва — 19 февраля 1933) — российский и советский спортсмен (русские шашки), мастер спорта (1924).

## Биография
Начинал играть до 1917. На неофициальных чемпионатах Москвы входил в призёры — в 1909 (14 участников) занял 2-е место, после Сергея Воронцова, в 1910 разделил 2-3 места с Федором Кауленом.
Трёхкратный чемпион СССР (1924, 1925, 1928). Выиграл I чемпионат Москвы по русским шашкам (1922).
Внёс вклад в исследование дебютов, один из них назван его именем — «Игра Медкова». Его разыгрывают ходами 1.cd4 fg5 2.bc3 gf6 3.ab2 dc5 4.gh4. (см. диаграмму)
Редактировал шашечный отдел в газете «Гудок» (с 1927, другие данные 1928), написал в соавторстве две книги.
По профессии юрист.